# BC Luleå
O Basketball Club Luleå , é um clube profissional de basquetebol sediado na cidade de Lula, Bótnia Setentrional, Suécia que atualmente disputa a Liga Sueca. Foi fundado em 1976 e manda seus jogos na ARCUS Arena com capacidade de 1.700 espectadores.

## Temporada por Temporada
| Temporada | Nível | Liga | Pos. | Pós Temporada     | Competições europeias | Competições europeias |
| --------- | ----- | ---- | ---- | ----------------- | --------------------- | --------------------- |
| 2010–11   | 1     | SBL  | 2    | Semifinalista     |                       |                       |
| 2011–12   | 1     | SBL  | 6    | Semifinalista     |                       |                       |
| 2012–13   | 1     | SBL  | 7    | Quartas de Final  |                       |                       |
| 2013–14   | 1     | SBL  | 7    | Quartas de Final  |                       |                       |
| 2014-15   | 1     | SBL  | 4    | Quartas de Final  |                       |                       |
| 2015-16   | 1     | SBL  | 2    | Semifinalista     |                       |                       |
| 2016-17   | 1     | SBL  | 1    | Campeão           |                       |                       |
| 2017-18   | 1     | SBL  | 2    | Finalista         | 3 Liga dos Campeões   | FC                    |
| 2018-19   | 1     | SBL  | 4º   | Quartas de Final  | 4 Copa Europeia       | FC                    |
| 2019-20   | 1     | SBL  | 2º   |                   |                       |                       |
| 2020-21   | 1     | SBL  | 4º   | Quartas de Final  |                       |                       |
| 2021-22   | 1     | SBL  | 4º   | Semifinalista     |                       |                       |
| 2022-23   | 1     | SBL  | 5º   | Quartas de finais |                       |                       |
| 2023-24   | 1     | SBL  | 4º   | Semifinalista     |                       |                       |
| 2024-25   | 1     | SBL  | 4º   | Semifinalista     |                       |                       |
| 2025-26   | 1     | SBL  |      |                   |                       |                       |

## Títulos
- Basketligan (8):

1996–97, 1998–99, 1999–00, 2001–02, 2003–04, 2005–06, 2006–07, 2016–17
Finalista: 2009–10